# Sefer Nestor Ha-Komer
Sefer Nestor Ha-Komer ou le Livre de Nestor le Prêtre, généralement daté aux alentours du Xe siècle, est un ouvrage polémique anonyme, restitution en hébreu d'un texte judéo-arabe connu sous le nom de Qissat mujadalat al-usquf et qui a été utilisé en sa forme hébraïque dans le monde chrétien par les polémistes ashkénazes au cours du Moyen Âge, particulièrement au XIIIe siècle. L'original arabe attribue le texte de manière probablement fictive à un prêtre converti au judaïsme.
Il constitue le plus ancien témoignage d'une polémique juive anti-chrétienne, pour un genre polémique quasi inexistant dans la tradition juive jusqu'alors. Il cite abondamment et de façon critique le Nouveau Testament et les sources ecclésiastiques. Les thèmes qu'on y trouve ont influencé les critiques du christianisme dans les écrits polémiques ultérieurs : contradictions internes du Nouveau Testament et de ce dernier avec la Torah, impossibilité que Dieu soit incarné en homme avec les contingences corporelles que cela implique, Trinité chrétienne et Incarnation indéfendables sur un plan logique, le christianisme est une distorsion de la religion réelle de Jésus ...